# Augemus Musikverlag
Der Augemus Musikverlag (Eigenschreibweise AUGEMUS) wurde 1982 von Ralf Kaupenjohann in Bochum gegründet und publiziert alte und gegenwärtige Musik für das Einzeltonakkordeon. Seit 1. Juli 2010 hat der Verlag seinen Sitz in Essen. Die Ausgaben des Augemus Musikverlags werden in Europa von Verlagsvertretungen in den Niederlanden, Frankreich, Österreich, Italien und der Schweiz vertrieben. Seit Februar 2014 gehört der Musikverlag Ralf Jung als Edition Musikverlag Ralf Jung zum Augemus Musikverlag.

## Verlagsprogramm
Schwerpunkt des Verlagsprogramms ist die Veröffentlichung von Kammermusik mit Akkordeon. Im Bereich Akkordeon solo wird besonderes Augenmerk auf anspruchsvolle Musik für die pädagogische Arbeit gelegt. Ergänzt wird das Verlagsprogramm durch die Reihe Texte zur Geschichte und Gegenwart des Akkordeons, die – ausgehend von einer Beschreibung des Instruments im ersten Band – aktuelle und historische Beiträge bringt.
Deutsche Komponisten (Auswahl)
- Jürg Baur
- Claes J. Biehl
- Helmut Burkhardt
- Hans Chemin-Petit
- Johann Cilenšek
- Stefan Hakenberg
- Sven Hermann
- Stefan Heucke
- Stefan Hippe
- Christoph J. Keller
- Giselher Klebe
- Eckard Koltermann
- Andreas Kunstein
- Markus Stollenwerk
- Peter Michael von der Nahmer
- Ingeborg Poffet

Ausländische Komponisten
- Zbigniew Bargielski
- Sergej Berinsky
- Jana Bezpalcová
- Jiri Dvořáček
- David P. Graham
- Leoš Janáček
- Nicolas Jemming
- JOPO
- Torbjörn Iwan Lundquist
- Akemi Naito
- Lajos Papp
- Jan Truhlář
- Kirill Wolkow
- Sinta Wullur